# Gustave Charlier (architecte)
Pour les articles homonymes, voir Charlier.
Ne doit pas être confondu avec Gustave Charlier.
Gustave Charlier, né en 1848 et mort le 1er juillet 1922, est un architecte liégeois (Belgique). 
Il exerçait aussi les professions de menuisier et de professeur à l’Académie des Beaux-Arts de Liège. 

## Réalisations
Actif surtout à Liège et dans la province, Gustave Charlier y réalise au début du XXe siècle quelques maisons en style Art nouveau parmi lesquelles :
- la Maison Charlier à Spa en 1900
- la Maison Brasseur-Bodson rue du Parc à Liège en 1906/1907

## Source
- http://www.sparealites.be/la-maison-charlier-a-spa-fleuron-de-larchitecture-art-nouveau